# Seguretat ferroviària
La seguretat ferroviària, o seguretat en el transport per ferrocarril, és el conjunt de mitjans humans i tècnics empleats per prevenir accidents de tren, o mitigar-ne les seves conseqüències en el cas que es produeixin.

## Sistemes de seguretat ferroviària

### Senyalització
La senyalització ferroviària és un conjunt d'informacions per a un vehicle circulant per una via fèrria. Indica la velocitat que no s'ha de superar, i quan ha de parar. Utilitza blocs automàtics de semàfors. La pista es divideix en unitats anomenades cantons, i quan el bloc està ocupat per un tren, la senyalització impedeix que altres trens circulin en el mateix sentit (o en ambdós sentits en el cas d'un sol canal).

### Bloqueig automàtic de semàfor
En les línies equipades amb bloqueig automàtic de semàfor, cada tren provoca el tancament i la reobertura dels senyals (semàfors i alertes) a mesura que avança.

### Bucles de correcció
El fracàs humà o tècnic no hauria de ser suficient en si mateix per provocar una situació perillosa. Per aquest motiu, s'han previst bucles de correcció: es tracta de dispositius tècnics que controlen l'acció de l'home. Per mantenir l'home en un estat d'alerta, la vigilància és en el fons: és l'home que no és l'operador. Exemples de bucles correctius:
- Repetició de cocodril durant la transició a un senyal d'avís, el conductor ha de prémer un botó, indicant que ha vist el senyal tancat. Si no ho fa, el tren es deté en pocs segons.
- Pedal d'home mort: el conductor ha d'activar un comando a intervals regulars per certificar que està conscient. En cas contrari el tren realitza automàticament el frenat d'emergència. El nom ve del primer dispositiu, que consistia en que s'havia de pressionar un pedal. Aquest dispositiu es diu ara VACMA (tot esperant suport de manteniment de Control Automàtic) o, simplement, VA (en espera automàtica);
- Etiquetes/balises de control de velocitat (KVB): si la velocitat real supera la velocitat calculada pel sistema, el fre d'emergència s'implementa automàticament. No obstant això, donat el cost de la instal·lació, no tots els senyals estan equipats amb aquest dispositiu.
- Detonador: és un dispositiu que emet una forta explosió audible pel conductor per indicar que acaba de creuar un senyal quadrat tancat.

### Balissament
Una balisa ferroviària és un dispositiu emissor de senyals electromagnètics que són recollits per un captador situat en el vehicle ferroviari.
Poden ser de diversos tipus, en funció del sistema al qual pertanyen.

### ASFA

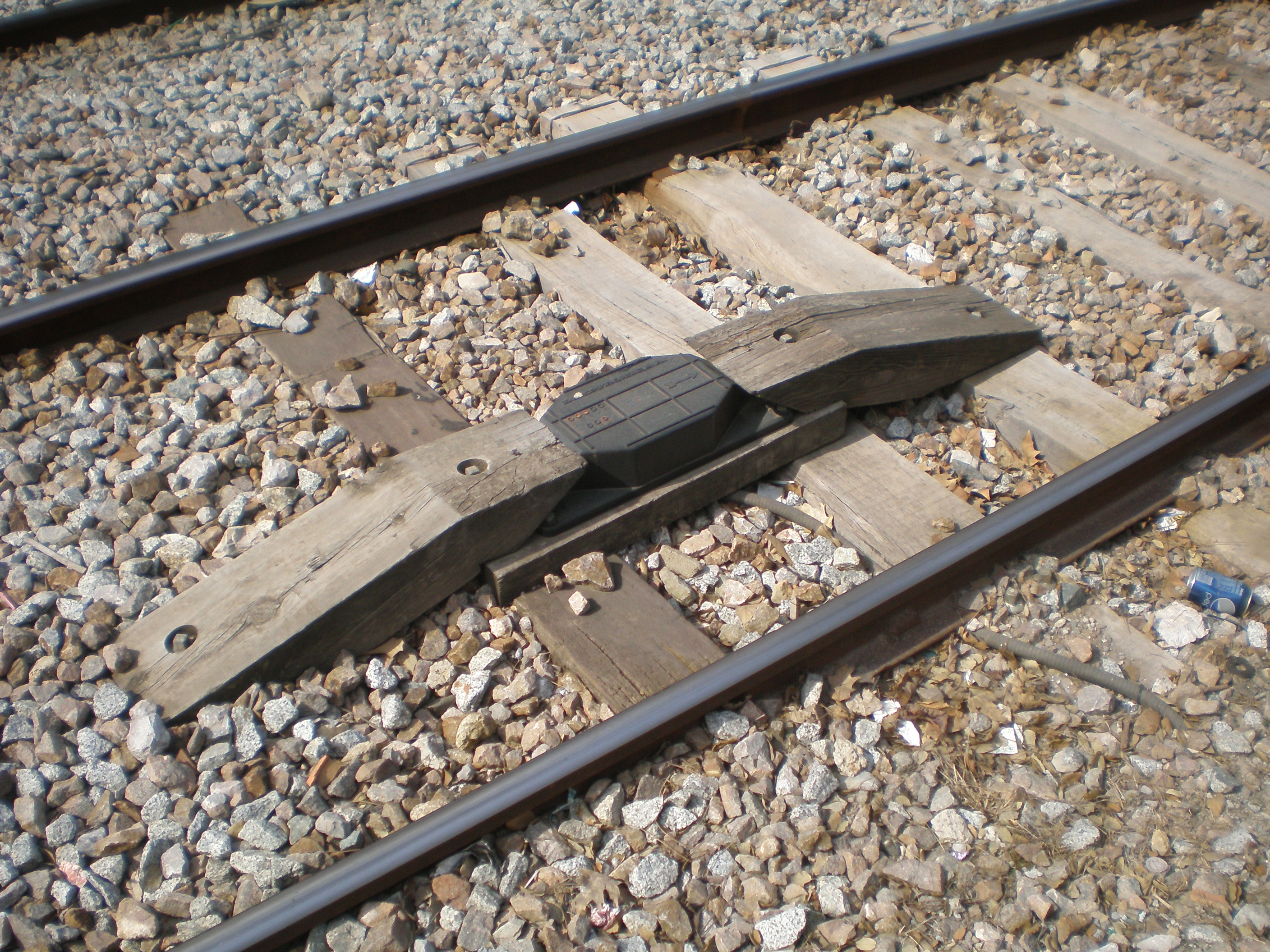
Balisa ASFA a l'estació de Mollet - Santa Rosa (Mollet del Vallès, Vallès Oriental).

En el sistema ASFA hi ha tres tipus de balises en funció de la seva col·locació a la via:
- Balisa de peu de senyal: situada entre els dos carrils d'una via, a l'alçada d'un senyal
- Balisa prèvia: Situada 300 metres abans d'un senyal, o a la distància equivalent, segons la declivitat del trajecte.
- Balisa de limitació de velocitat: situada a l'alçada d'una senyal de limitació temporal de velocitat inferior a 50 km/h (en línies d'ADIF).

### Eurobalisa
El grup de solucions tècniques utilitzades per a les balises en el sistema ERTMS/ETCS s'anomena eurobalisa.
Aquesta balisa està en ús en diversos sistemes:
- European Train Control System (ETCS)
- EuroSignum
- EuroZub
- Sistema vaig Controllo della Marcia del Treno (SCMT)
- Transmission Balise-locomotive (TBL1+)
- Geschwindigkeitsüberwachung Neigetechnik (GNT)
- Zugbeeinflussungssystem S-Bahn Berlin (ZBS)
- ETCS
- ASFA
- GSM-R

## Reglamentació
La reglamentació de la seguretat ferroviària és diferent a cada país, encara que a la Unió Europea existeixen directives comunitàries com el ERTMS.